# Ramón Medina Bello
Ramón Ismael Medina Bello, apelidado de "El Mencho" (Gualeguay, 29 de abril de 1966), é um ex-futebolista argentino que se destacou mais no Racing e no River Plate.

## Carreira

### Seleção
Disputou a Copa de 1994, atuando em apenas 2 partidas, sempre como substituto (entrou aos 67 minutos do jogo contra a Bulgária, no lugar de Leo Rodríguez, e aos 63 da partida contra a Romênia, sucedendo Roberto Sensini). Preterido para as competições seguintes disputadas pelos Hermanos, Bello optou por abandonar a seleção após a eliminação, nas oitavas-de-final da competição, para a mesma Seleção Romena.

### Clubes
Por clubes, Bello atuou, além de Racing e River, por Yokohama F. Marinos, Talleres e Dock Sud. Encerrou a carreira em 2005, pelo Juventud Unida, equipe de sua cidade natal, Gualeguay.

## Títulos

### Clubes
Racing Club
- Supercopa Sudamericana: 1988

River Plate
- Primera División Argentina: 1990
- Primera División Argentina: 1991 Apertura, 1993 Apertura, 1996 Apertura, 1997 Clausura, 1997 Apertura
- Copa Libertadores da América: 1996[1]
- Supercopa Sudamericana:  1997

Talleres de Cordoba
- Primera B Nacional: 1998

### Internacional
Argentina
- Copa América: 1991 e 1993